# سیدی بوزید
سیدی بوزید (به عربی: سیدی بوزید) مرکز استان سیدی بوزید است که در مرکز کشور تونس واقع شده‌است. اولین درگیری‌های انقلاب تونس پس از جریان خودکشی محمد بوعزیزی دراین شهر، اتفاق افتاد، که این امر خود مقدمه‌ای بر وقوع بهار عربی در کشورهای منطقه بود.